# Michal Kasal
Michal Kasal (Nové Město na Moravě, 3 de abril de 1994) es un jugador de balonmano checo que juega de lateral izquierdo en el HC Elbflorenz alemán y en la selección de balonmano de la República Checa.

## Palmarés

### Celje
- Liga de balonmano de Eslovenia (1): 2015
- Copa de Eslovenia de balonmano (1): 2015

### Tatran Presov
- Liga de Eslovaquia de balonmano (2): 2018, 2019
- Copa de Eslovaquia de balonmano (1): 2018

## Clubes
- FC Barcelona (2011-2014)[3]
- RK Celje (2014-2015)
- FC Porto (2015-2016)[4]
- Pays d'Aix HB (2016)
- Club Balonmano Granollers (2016-2017)[5]
- HT Tatran Prešov (2017-2019)
- HC Elbflorenz (2019- )